# Walckenaerianus aimakensis
Walckenaerianus aimakensis là một loài nhện trong họ Linyphiidae.
Loài này thuộc chi Walckenaerianus. Walckenaerianus aimakensis được Jörg Wunderlich miêu tả năm 1995.